# High Fantasy
High Fantasy (auch epische Fantasy genannt) ist eine Unterkategorie des Fantasy-Genres. Sie steht im Gegensatz zur Low Fantasy. Der Begriff wurde erstmals 1971 von Lloyd Alexander verwendet.